# Bye Bye Bye
Pour la chanson de Cute, voir Bye Bye Bye!.
Singles de NSYNC
Music of My Heart
(1999) It's Gonna Be Me
(2000)
Clip vidéo
[vidéo] « Bye Bye Bye », sur YouTube
Bye Bye Bye est une chanson du boys band américain *NSYNC extraite de leur deuxième album studio, intitulé No Strings Attached et sorti (aux États-Unis) le 21 mars 2000.
Avant la sortie de l'album, la chanson a été publiée en single (aux États-Unis en janvier 2000, au Royaume-Uni à la fin de février ou au début de mars). C'était le premier single de cet album.
La chanson a débuté à la 42e place du Hot 100 du magazine américain Billboard pour la semaine du 29 janvier 2000 et atteint la 4e place dans la semaine du 15 avril.
Au Royaume-Uni, la chanson a débuté à la 3e place du hit-parade des singles pour la semaine du 5 au 11 mars 2000. Elle a également atteint le top 10 dans plusieurs autres pays, y compris l'Allemagne, la Suisse, les Pays-Bas, la Belgique néerlandophone, la Suède, la Finlande, la Norvège, l'Italie et l'Espagne et la 1re place en Australie et Nouvelle-Zélande.

## Dans la culture populaire
- Deadpool danse sur la chanson Bye Bye Bye dans l'introduction du film Deadpool et Wolverine[5].
- Xmen 2 lorsque Wolverine allume l'autoradio de la voiture de Scott.